# بيري بانكس
بيري بانكس هو ممثل كندي، ولد في 24 أبريل 1877 في كندا، وتوفي في 10 أكتوبر 1934 في الولايات المتحدة.

## وصلات خارجية
- بيري بانكس على موقع IMDb (الإنجليزية)
- بيري بانكس على موقع أول موفي (الإنجليزية)
- بيري بانكس على موقع قاعدة بيانات الفيلم (الإنجليزية)
- بيري بانكس على موقع كينوبويسك (الروسية)